# Réforme Balladur des retraites de 1993
Lire en ligne

Texte sur Légifrance

Retraite_en_France#1982_:_lois_Auroux Loi du 21 août 2003 portant réforme des retraites
La réforme Balladur des retraites de 1993, du nom du Premier ministre Édouard Balladur, qui a mené la deuxième cohabitation de 1993 à 1995, est l'une des plus importantes de l'histoire de la retraite en France et des systèmes de retraite en Europe. Elle a été menée par le gouvernement Édouard Balladur, dont Nicolas Sarkozy était le ministre du Budget.
Complétée en 2003 par la loi du 21 août 2003 portant réforme des retraites, la réforme a principalement consisté à allonger la durée de cotisation nécessaire pour bénéficier d’une retraite à taux plein ou sans décote et le nombre des « meilleures années » prises pour calculer le montant de la pension.

## Contexte de la réforme: crises monétaires de la période 1990-1993
La réforme était nécessaire, selon Édouard Balladur, pour combler les déficits apparus au début des années 1990. Elle fut décidée en 1993, au plus profond d’une crise économique, causée de 1990 à 1993 par les crises monétaires à répétition découlant des tensions dans le système monétaire européen consécutif à la réunification allemande.
Lorsqu'il arrive à Matignon en 1993, Édouard Balladur constate un déficit sans précédent : 40 milliards de francs pour la CNAV. La récession économique frappe de plein fouet les recettes de la Sécurité sociale, observe le quotidien Les Échos. Devant cette situation, la réforme est menée au pas de charge, en quelques semaines.

## Décision d’étaler les conséquences macro-économiques et sociales sur une période de 10 à 15 ans
- Motivation économique :

Pour éviter que cette réforme ne pèse trop fortement sur la consommation populaire et n’entraîne de ce fait une diminution trop rapide des débouchés commerciaux des entreprises, le gouvernement Balladur avait décidé que son entrée en vigueur serait étalée sur une période de dix a quinze ans.
- Motivation sociale :

L’étalement de la réforme sur 10 à 15 ans permettait aussi de limiter son impact sur les personnes déjà proches de la retraite, et de limiter ainsi les conséquences sociales, en particulier le risque de grandes manifestations. Cet étalement n’a cependant pas empêché la défaite d’Édouard Balladur dès le premier tour de l’Élection présidentielle française de 1995, qui l’a vu devancé par Jacques Chirac, qui a fait campagne sur le thème de la « fracture sociale ».
En 1993, «il n'y a pas eu de réaction massive des salariés parce que les gens qui devaient partir en retraite entre 1995 et 2000 avaient commencé à travailler tôt, vers 16-17 ans, parfois avant, a expliqué sept ans plus tard Vlady Ferrier, représentant CGT du Conseil d'orientation des retraites. Ceux-là auront de toute façon travaillé 40 ans avant de partir, la réforme leur est passée au-dessus de la tête à l'époque.»

## Salariés du privé et indépendants concernés
Les mesures prises portaient sur quatre régimes : le régime général (dit « Caisse nationale de l'assurance vieillesse des travailleurs salariés ») et trois régimes dits « alignés » : 
- celui des salariés agricoles, géré par la MSA (Mutualité sociale agricole) ;
- celui des artisans, géré par des caisses relevant de la CANCAVA ;
- celui des industriels et commerçants géré par les caisses relevant de l'ORGANIC.

## Réforme n'incluant pas la fonction publique, qui sera visée par le plan Juppé de 1995
Dans le but de limiter les risques de manifestation et de grèves, la réforme est annoncée en plein mois de juillet, et surtout, elle épargne les 5 millions de salariés de la fonction publique.
Le 15 novembre 1995, le « plan Juppé de 1995 » sur les retraites et la Sécurité sociale tentera  d'appliquer aussi l'allongement de la durée de cotisation de 37,5 à 40 annuités aux salariés de la fonction publique mais les longues grèves de 1995 en France entraîneront l'abandon de cette extension aux fonctionnaires. Le projet de réforme de 1995 comportait aussi une loi annuelle de la Sécurité sociale fixant les objectifs de progression des dépenses maladies, avec la mise en place de sanctions pour les médecins qui les dépassent.

## Quatre principales mesures
- La durée de cotisation nécessaire pour avoir droit à une pension à taux plein passe de 150 trimestres à 160 trimestres[3], soit 40 ans. Ce changement entre en vigueur progressivement : un trimestre de plus est nécessaire au 1er janvier 1994, puis un trimestre de plus chaque année au 1er janvier, pour arriver à 160 trimestres nécessaires au 1er janvier 2004, d’où la nécessité d’une nouvelle réforme en 2003, la Loi Fillon (retraites). Principale conséquence, les personnes qui n’ont pas la durée nécessaire subissent une décote pour années manquantes de cotisation à ce minimum de 40 ans, qui s'élève à 10 % de la pension mensuelle par année manquante, pour l'ensemble des salariés du privé ;
- Les pensions sont calculées sur les 25 meilleures années de cotisation, au lieu des 10 meilleures[3]. Chaque année, au 1er janvier, la durée augmente d’un an, pour atteindre 25 ans en 2010 ;
- Une indexation des pensions de retraite sur l’indice Insee des prix à la consommation, et non plus celui des salaires. De fait, ce choix d’indexation était déjà pratiqué depuis 1987 ;
- La création d’un fonds de solidarité vieillesse (FSV) chargé de financer les avantages non contributifs (minimum vieillesse, avantages familiaux[4].…)

## Conséquences en matière de baisse des pensions
Selon une étude de la Caisse nationale de l'assurance vieillesse des travailleurs salariés publiée en 2008, pour six retraités sur dix, la réforme Balladur a « conduit au versement d'une pension moins importante que celle à laquelle ils auraient pu prétendre sans réforme. » La différence moyenne est de 6 % pour l'ensemble de la population. Les hommes nés en 1938, par exemple, reçoivent une pension moyenne annuelle de 7 110 euros (hors retraites complémentaires), 660 euros de moins que si la réforme n'avait pas eu lieu.
Une autre étude de la Caisse nationale de l'assurance vieillesse des travailleurs salariés publiée en 2008 montre que la baisse est principalement due au nouveau mode d’indexation plus qu'à l’allongement de la durée de cotisation.
Pour les générations nées entre 1945 et 1954, la baisse de la pension de base est de 16 % pour les hommes et de 20 % pour les femmes.

## Conséquences en matière de durée réelle de cotisation
La réforme visait à encourager les entreprises à faire travailler plus longtemps les salariés et inciter ceux-ci à tenter de travailler plus longtemps, lorsque leur entreprise leur en donnait la possibilité. Une autre étude, du ministère du Travail, réalisée en 2009 a estimé que les hommes ont, en moyenne, repoussé leur cessation d’activité de 9 mois et demi par rapport à celle de 1993 et les femmes de 5 mois. L’effet moyen serait donc d’un report de 8 mois, alors que la réforme de 1993 augmentait la durée de cotisation 30 mois.
La réforme de 1993 n'aura donc pas touché au régime de retraite des fonctionnaires qui reste basé sur 37,5 années de cotisations. La loi Fillon de 2003 visera notamment à aligner la durée de cotisation du régime fonctionnaire sur celle du régime général (ainsi qu'à programmer l'allongement de la durée de cotisation pour ces deux régimes dans les années ultérieures). Le régime fonctionnaire diffère aussi du régime général quant au fait que les pensions sont calculées sur la base des six derniers mois de salaire (contre les 25 meilleures années) mais ne prennent en compte que le salaire de base (et non les primes, par exemple).